# 골든게이트 해협

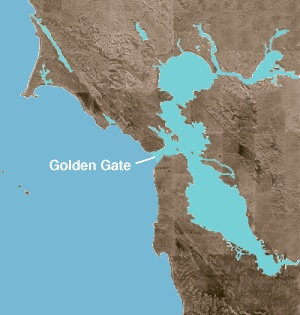
골든게이트 해협

골든게이트 해협(Golden Gate Strait)은 샌프란시스코 만과 태평양을 잇는 해협이다. 1937년, 골든게이트 해협을 가로지르는 골든게이트 교(금문교)가 놓였다.

## 같이 보기
- 골든게이트 교
- 골든게이트 공원